# Helenio Herrera
Helenio Herrera (Buenos Aires, 17 april 1910 –  Venetië, 9 november 1997) was een Argentijns voetballer en voetbaltrainer. Hij stond bekend als El Mago (De Magische) en Herrera maakte faam bij FC Barcelona en Internazionale. Herrera geldt als de uitvinder van het ultra-defensieve systeem catenaccio.

## Loopbaan als profvoetballer
Herrera werd in Buenos Aires geboren als kind van Spaanse ouders en emigreerde in 1920 van Argentinië naar Marokko. Op 16-jarige leeftijd vertrok hij vervolgens naar Frankrijk. In dat land speelde Herrera als profvoetballer voor onder andere CASG Paris, Red Star, FCO Charleville en Excelsior Roubaix. In 1942 won hij met Red Star de Coupe de France.

## Loopbaan als trainer
Herrera was driemaal trainer bij FC Barcelona. Zijn meest succesvolle periode was die van 1958–1960. Onder leiding van Herrera won Barça vier prijzen: tweemaal de landstitel (1959, 1960), de Copa de El Generalísimo (1959) en de Jaarbeursstedenbeker (1958). Hij en FC Barcelona verbaasden Europa met het attractieve one-touch-voetbal. Na de uitschakeling van FC Barcelona in de Europacup I door Real Madrid in 1960, werd Herrera direct ontslagen. Hij vertrok naar Internazionale. In 1980 keerde Herrera kort terug als interim-trainer bij FC Barcelona, maar al snel werd hij vervangen door clublegende Ladislao Kubala. Aangezien deze het niet waar kon maken als trainer, mocht Herrera in het seizoen 1980/81 terugkeren als trainer van Barcelona. In zijn laatste periode leidde Herrera de Catalaanse club naar bekerwinst in 1981.
Bij Internazionale (1960–1968, 1973/74) werd Herrera nog succesvoller dan bij FC Barcelona. Nadat de Argentijn eerder bij FC Barcelona het one-touch-voetbal had ingevoerd, bedacht Herrera ook bij Inter een nieuw systeem: catenaccio. Dit ultra-defensieve systeem leverde Herrera en Inter succes op: drie landstitels (1963, 1965, 1966), een Coppa Italia (1965), tweemaal de Europacup I (1964, 1965) en tweemaal de wereldbeker voor clubteams (1964, 1965). De grote ster in die tijd bij Inter was Luis Suárez, die beschouwd wordt als de beste Spaanse voetballer aller tijden.
Naast FC Barcelona en Internazionale is Herrera ook bij andere clubs werkzaam geweest als trainer. In 1945 begon Herrera als trainer bij Stade Français. In 1949 vertrok hij naar Spanje, waar hij achtereenvolgens Real Valladolid (1949), Atlético Madrid (1949–1952), Málaga (1952), Deportivo de La Coruña (1953) en Sevilla (1953–1958) trainde. Met Atlético werd Herrera in 1950 en 1951 landskampioen. Na zijn gloriejaren bij Barcelona en Inter, ging Herrera in 1968 aan de slag bij AS Roma. Hij bleef bij deze club tot 1973 en met Roma won de Argentijn in 1969 de Coppa Italia.

## Erelijst
Als trainer
 Atlético Madrid
- Primera División: 1949/50, 1950/51
- Copa Eva Duarte: 1950

 FC Barcelona
- Primera División: 1958/59, 1959/60
- Copa de El Generalísimo: 1958/59, 1980/81
- Jaarbeursstedenbeker: 1955/58, 1958/60

 Internazionale
- Serie A: 1962/63, 1964/65, 1965/66
- Europacup I: 1963/64, 1964/65
- Wereldbeker voor clubteams: 1964, 1965

 AS Roma
- Coppa Italia: 1968/69

Individueel
- Hall of Fame van het Italiaans voetbal: 2015
- De 10 Grootste Trainers van het UEFA tijdperk (1954-2016)
- Grootste Trainer Aller Tijden – een van de vijf trainers, samen met Alex Ferguson, Rinus Michels, Arrigo Sacchi en Valerij Lobanovskyj, die een plaats bezetten in de top 10 van France Football, World Soccer en ESPN[1]
  - 4e plaats (World Soccer): 2013
  - 5e plaats (ESPN): 2013
  - 7e plaats (France Football): 2019